# Лохинсько
Лохинсько (пол. Łochyńsko) — село в Польщі, у гміні Розпша Пйотрковського повіту Лодзинського воєводства.
Населення — 641 особа (2011).
У 1975-1998 роках село належало до Пйотрковського воєводства.

## Демографія
Демографічна структура станом на 31 березня 2011 року:
|          | Загалом | Допрацездатний вік | Працездатний вік | Постпрацездатний вік |
| -------- | ------- | ------------------ | ---------------- | -------------------- |
| Чоловіки | 251     | 53                 | 173              | 25                   |
| Жінки    | 390     | 47                 | 212              | 131                  |
| Разом    | 641     | 100                | 385              | 156                  |